# Новые приключения попугая Кеши
«Новые приключения попугая Кеши» — пятый мультфильм из серии «Возвращение блудного попугая», выпущенный в 2005 году. Продолжение мультфильма «Утро попугая Кеши». Мультфильм состоит из двух объединённых вместе выпусков «Кеша-рыболов» и «Мужество попугая Кеши» (изначально должен был состоять из четырёх частей — «Кеша-рыболов», «Мужество попугая Кеши», «Поединок» и «Первая охота»). Мультфильм участвовал в конкурсной программе фестиваля Суздаль-2006.

## Сюжет

### Кеша-рыболов
Пока Вовка играет за компьютером в игру «Tribes: Vengeance», Кеша смотрит поучительную передачу про рыбалку. Когда передача заканчивается и начинается реклама, Кеша выключает телевизор — и хочет сам сходить на рыбалку. Вовка в этот момент всё ещё играет в свою игру и отмазывается, что он занят. Кеша не хочет терпеть и ждать. Он достаёт удочку из шкафа и решает половить рыб с аквариума. Вовка ругает Кешу и просит «больше так не делать», однако Кеша не слушается и закидывает удочку через окно на улицу. Когда Вовка тянет крючок удочки с бананом обратно, вместе с ним поднимается и большая копчёная рыба — треска. Затем в квартиру приходит милиционер, который строго ругает их за то, что те удочкой выкрали рыбу из сумочки одной гражданки, и конфискует её. Перед тем, как уйти, он советует им в другой раз выйти на природу и рыбачить у реки.
Кеша и Вовка отправляются на рыбалку. Кеша сначала поёт, а Вовка просит его вести себя тише, но когда у Кеши клюёт, Вовка кричит ему, чтобы тот быстрее подсекал её, однако рыба тут же с червяком срывается. Попугай ругает Вовку, что тот просит его не шуметь, а сам шумит, и решает ещё раз подождать. Однако у Кеши рыба больше не клюёт, а у Вовки — наоборот. Кеше завидно и он решает, что, наверное, это из-за того, что у него нехорошие черви, а у Вовки — хорошие. Они с Вовкой меняются червями, но опять тщетно. Тогда Кеша решает поменяться с Вовкой местами, но всё равно ничего не меняется: у Вовки уже целое ведро рыбы, а у Кеши — всё ещё пустое ведро.
Кеша решает немного подождать и потерпеть. Одна из рыб всё же клюёт, и попугай начинает тянуть, но вытягивает вместо рыбы грязь, которая плюхается ему на голову. В конце концов Кеша оставляет Вовку одного и решает уплыть отсюда на давно заброшенной лодке один. Заведя мотор лодки, Кеша плывёт, напевая песню «Из-за острова на стрежень». Пока попугай прощается с Вовкой, он теряет управление мотором, и когда случайно заплывает на кочки, мотор лодки путается в водорослях и останавливается. Вовка подплывает, чистит мотор и сам оказывается испачкан в грязи. От увиденной картины попугай Кеша и Вовка одновременно смеются друг над другом.
В конце серии выясняется, что Кеша рассказывает всё это своим друзьям на улице. Однако кот Вася не верит ему и думает, что Кеша всё это навыдумывал, на что попугай возмущается, и спрашивает, был ли он сам на рыбалке. Кот в ответ заявляет «А зачем? Нас и здесь неплохо кормят!», открывает когтём банку со шпротами и съедает одну рыбку.

### Мужество попугая Кеши
Кеша рассматривает журнал «Мурзилка» и другие журналы и смотрит там на различные фрукты. Вовка тем временем готовит кашу на завтрак и зовёт Кешу, но тот не хочет есть кашу, он хочет ананас или в ресторан сходить. Вовка соглашается сходить в ресторан «МакХаус», но Кеша вовремя передумывает, поскольку там бургерами давятся. Тогда Вовка обещает, что купит ананас, как только заработает денег. Однако Кеша не хочет ждать, и, решив сам заработать денег, уходит из квартиры. Он пытается продать воскресную газету с новостями и помыть окна на машине, но каждый водитель либо игнорирует его, либо наотрез отказывается. Внезапно подъезжают двое незнакомых людей, которые просят у Кеши помощь. Они говорят, что забыли дома ключи, а дверь стальная, как сейф, и они поэтому не могут войти внутрь. Кеша соглашается им помочь.
Когда они приезжают к нужному дому, Кеша влетает в квартиру через окно, отключает сигнализацию и открывает дверь. Незнакомцы входят в одну комнату, а Кешу просят посидеть в другой и не мешать. Поедая ананас, Кеша решает позвонить Вовке и соврать ему, что он на далёких островах и ест ананасы, чтобы тому стало завидно. Однако Вовка сразу понимает, что Кеша врёт, а один из незнакомцев начинает возмущаться, что Кеша с кем-то разговаривает. Позже Кеша понимает, что те двое незнакомцев на самом деле — грабители. Попугай включает сигнализацию, тогда один из грабителей пытается застрелить Кешу из пистолета. Кеша летает над люстрой и заставляет одного из них стрелять по люстре. В итоге люстра падает на грабителей, а Кеша связывает и обезоруживает грабителей. Через окна в квартиру врывается вооружённый спецназ, и Кеша скромно заявляет им, что он задержал преступников.
В конце серии выясняется, что попугай рассказывает эту историю своим друзьям на улице, но кот всё равно ему не верит и считает, что тот опять всё выдумывает. Однако приезжает милиционер и дарит Кеше за мужество и отвагу, а также за поимку особо опасных преступников золотую медаль, заставив кота Василия удивиться от зависти.

## Роли озвучивали
| Игорь Христенко   | попугай Кеша / участковый Ёлкин |
| Ольга Шорохова    | Вовка / ворона Клара            |
| Дмитрий Филимонов | тонкий грабитель                |
| Дмитрий Курта     | кот Василий                     |
| Анатолий Вологдин | толстый грабитель               |

## Создатели
| Автор сценария                             | Александр Курляндский |
| Режиссёр                                   | Александр Давыдов |
| Художники-постановщики                     | Елизавета Жарова, Анатолий Савченко |
| Художники-мультипликаторы                  | Дмитрий Куликов, Василий Шевченко, Галина Золотовская |
| Композитор                                 | Леонид Печников |
| Аранжировщик музыки                        | Резо Чиринашвили |
| Монтажёр                                   | Ольга Василенко |
| Звукооператор                              | Андрей Кашин |
| Ассистент режиссёра                        | Надежда Кириченко |
| Операторы                                  | Кабул Расулов, Людмила Громова |
| Художники-декораторы                       | А. Мартынов, Николай Козлов, Т. Титова, А. Тарасова, Наталья Воробьёва, Сергей Воробьёв, Юлия Иванова, Надежда Федотова, Юлия Ефремова, Дмитрий Сычёв, Татьяна Зайцева |
| Компьютерная графика                       | Е. Папинова, Мария Парфёнова, Наталья Наумова, Е. Старшинова, Д. Русаков                                                                                               |
| Редактор                                   | Татьяна Папорова |
| Организатор производства                   | В. Наумов |
| Администратор                              | Сергей Ходов |
| Исполнительный продюсер и директор картины | Бэла Ходова |
| Продюсеры                                  | Эрнест Рахимов, Акоп Киракосян |

## Игры
По мультфильму были также созданы обучающие видеоигры для ПК, которые соответствуют персонажам мультфильма и похожему сюжету.